# Lucky Strike

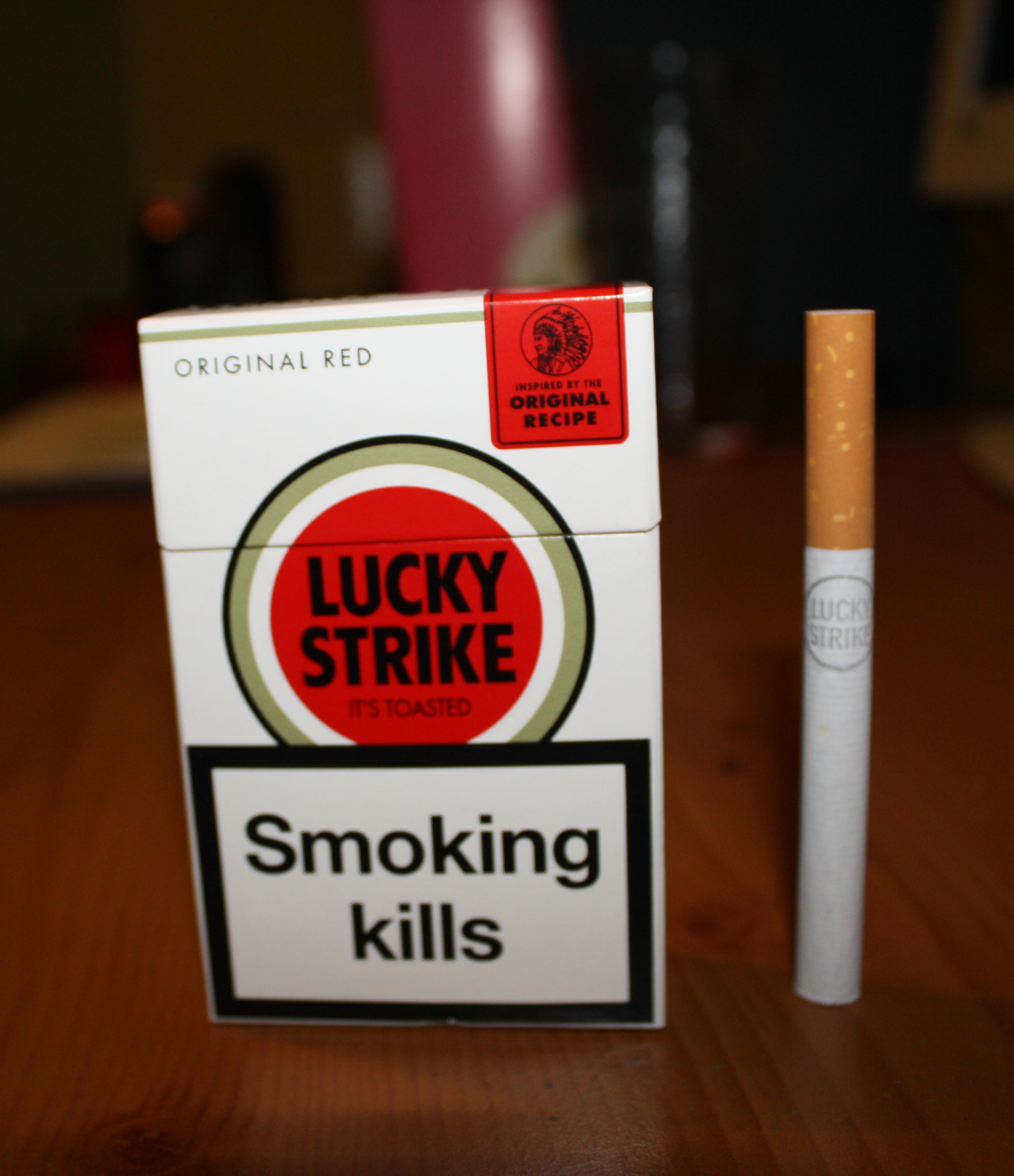

Lucky Strike este o marcă americană de țigări deținută de R.J. Reynolds Tobacco Company și British American Tobacco. Adesea poreclite "Luckies", Lucky Strike a fost cea mai bine vândută marcă de țigări din Statele Unite în anii 1930.

## Istoric
Marca a fost introdusă inițial de R.A. Patterson din Richmond, Virginia în 1871 ca un tutun de mestecat și apoi ca țigară. În 1905 marca a fost achiziționată de American Tobacco Company iar Lucky Strike se va dovedi mai târziu ca fiind concurenta mărcii Camel introduse de R.J. Reynolds Tobacco Company.
În 1917 marca a început să folosească sloganul "It's Toasted" pentru a informa consumatorii despre metoda de confecționare, aceea că tutunul este prăjit și nu uscat la soare, proces care se credea că face gustul țigării mai plăcut.
La sfârșitul anilor 1920 marca era vândută ca o cale către delicatețe pentru femei. O reclamă tipică spunea "Reach for a Lucky instead of a sweet". Vânzările țigărilor Lucky Strike au crescut cu peste 300% în primul an al campaniei de promovare. Vânzările au crescut de la 14 miliarde de țigări în 1925 la 40 de miliarde vândute în 1930, făcând astfel Lucky Strike cea mai bine vândută marcă de țigări din Statele Unite.

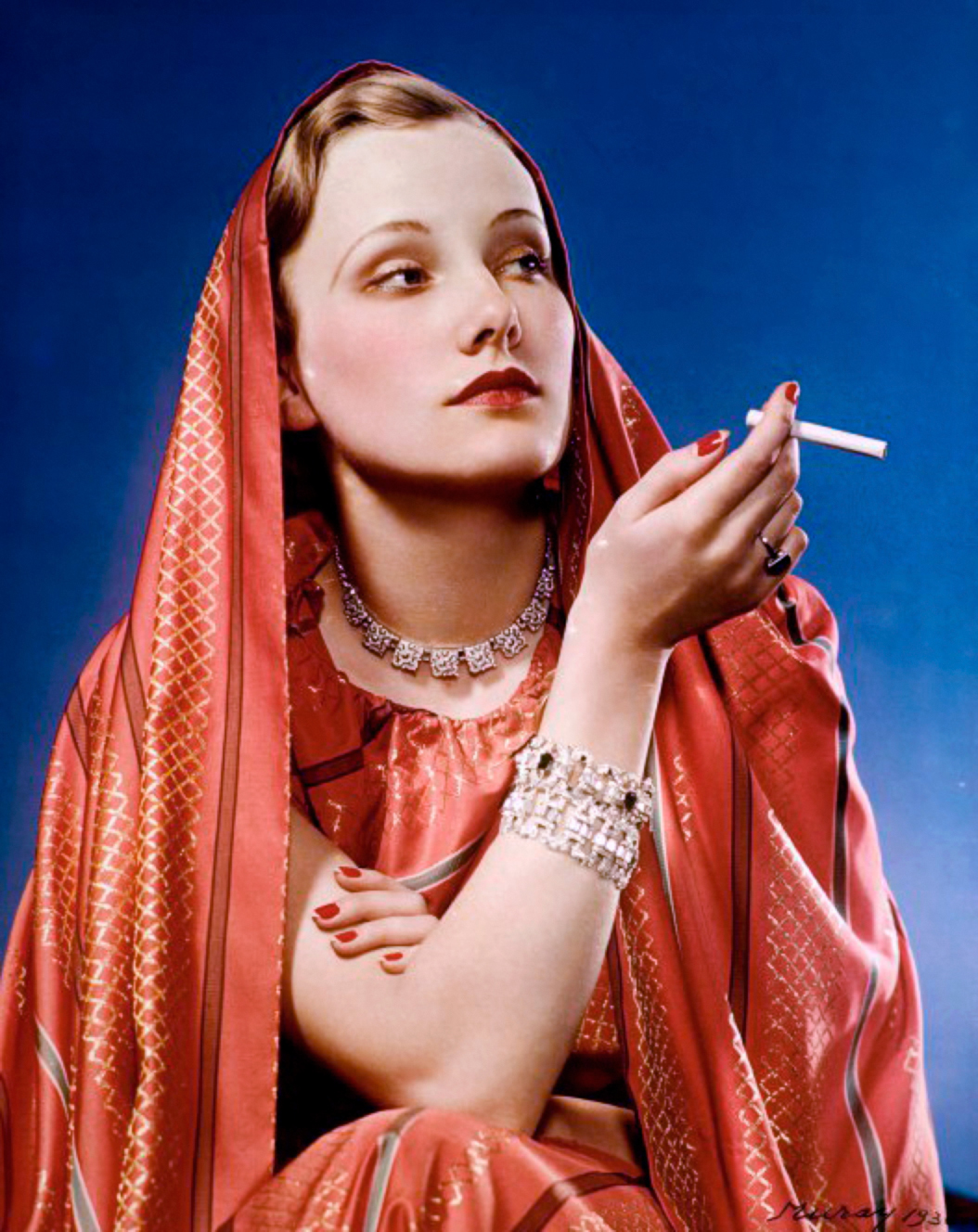
Fotografie de reclamă a ţigărilor Lucky Strike a fotografului Nickolas Muray, 1936

Asocierea țigărilor Lucky Strike cu programele muzicale radio a început în anii 1920 la NBC. În 1928 liderul de trupă și producătorul de vodevil B.A. Rolfe interpreta la radio și înregistra sub numele de "B.A. Rolfe and his Lucky Strike Orchestra" pentru Edison Records. În 1935 American Tobacco Company a început să sponsorizeze Your Hit Parade împreună cu licitantul de tutun din Carolina de Nord, Lee Aubrey "Speed" Riggs (mai târziu, un alt licitant de tutun din Lexington, Kentucky, F.E. Boone, a fost adăugat). Emisiunea săptămânală a catapultat succesul mărcii, rămânând popular timp de 25 de ani. American Tobacco s-a implicat într-o serie de reclame folosind actori de la Hollywood ca susținători ai țigărilor Lucky Strike, inclusiv declarații din partea actorului Douglas Fairbanks cu privire la gustul țigării.
De asemenea, Lucky Strike a fost un sponsor al emisiunii radio și TV a comedianului Jack Benny, The Jack Benny Show, care a fost introdusă ca The Lucky Strike Program.
Pachetul verde închis al mărcii a fost schimbat în alb în 1942. Într-o celebră campanie de promovare în care s-a folosit sloganul "Lucky Strike Green has gone to war", compania a precizat că schimbarea a fost efectuată deoarece cuprul folosit pentru culoarea verde era necesar pentru Al Doilea Război Mondial. American Tobacco folosea de fapt crom pentru a produce cerneala verde iar cuprul era folosit pentru a produce culoarea aurie a marginii. Totuși, adevărul este că pachetul alb a fost introdus pentru a moderniza marca și pentru a mări atracția pachetului pentru femeile fumătoare; studiile de piață arătau că pachetul verde nu era atractiv pentru femei, care au devenit un important consumator al produselor de tutun. Efortul de război a devenit o metodă convenabilă de a face produsul vandabil și de a părea patriotic în același timp.
Mesajul L.S.M.F.T. ("Lucky Strike means fine tobacco") a fost introdus pe pachet în 1945.
Ca rezultat al achiziționării companiei American Tobacco Company de către British American Tobacco în 1976, Lucky Strike a trecut sub controlul BAT. Compania a achiziționat echipa de Formula 1 Tyrrell Racing în 1997 și a redenumit-o British American Racing în anul următor, sponsorizând echipa cu marca Lucky Strike. Echipa a fost cumpărată de partenerii de la Honda în 2006, deși Lucky Strike a continuat să sponsorizeze echipa până la sfârșitul anului.
În 1978 și 1994 drepturile de export și drepturile în Statele Unite au fost cumpărate de Brown & Williamson. În anii 1960 au fost introduse varietățile cu filtru împreună cu o versiune mentolată numită "Lucky Strike Green". De această dată "Green" se referea la mentol și nu la culoarea pachetului. La sfârșitul anului 2006 producția atât a varietăților cu filtru Full Flavored cât și Light a fost oprită în America de Nord. Totuși, Lucky Strike continuă să aibă sprijin de vânzare și distribuție în teritoriile controlate de către British American Tobacco. În plus, R.J. Reynolds continuă să vândă varietatea originală, fără filtru, în Statele Unite. Actualmente Lucky Strike are o bază mică de fumători.
În 2009 Lucky Strike Silver (numită de marcă "light") și-a schimbat pachetul în Regatul Unit din roșu în albastru, chiar dacă o reclamă roșie exterioară acoperea pachetul.